# Antimalaric
Antimalaricele (denumite și antipaludice) sunt medicamente antiparazitare, compuși de origine naturală sau sintetică, care sunt utilizați în tratamentul sau profilaxia malariei. În prezent sunt utilizați încă agenți dezvoltați pe baza strucurilor chimice ale chininei și artemisineni, ambii fiind compuși de origine naturală. Tratamentul malariei a dus la dezvoltarea unor agenți patogeni rezistenți la unele tratamente existente. Așadar, noi molecule și strategii de terapie se află în studii. De asemenea, nu sunt de neglijat reacțiile adverse asociate tratamentului antimalaric (de exemplu, apariția retinopatiei date de clorochină și anemiei hemolitice date de tafenochină).
Pe lângă antimalaricele obișnuite (a se vedea clasificarea de mai jos), în tratamentul malariei se pot utiliza și antibiotice precum: doxiciclină, clindamicină, sulfadoxină (cu sau fără pirimetamină) și co-trimoxazol.

## Clasificare

### Chinoline
Aminochinoline
- Amodiachină
- Clorochină
- Hidroxiclorochină - prezintă și alte utilizări terapeutice
- Piperachină - derivat de chinolin-piperazină
- Primachină
- Tafenochină

Metanol-chinoline
- Chinină
- Meflochină

### Biguanide
- Cicloguanil
- Proguanil

### Sescviterpene
- Artemeter
- Artemisinină
- Artemotil (arteeter)
- Artesunat
- Dihidroartemisinină (artenimol)

### Altele
- Arterolan - derivat de adamantan
- Lumefantrină - derivat de fluoren
- Halofantrină - derivat de fenantren
- Pirimetamină - derivat de diamino-pirimidină